# Acianthera leptotifolia
Acianthera leptotifolia es una especie de orquídea epifita. Es originaria del sur y sureste de Brasil. 

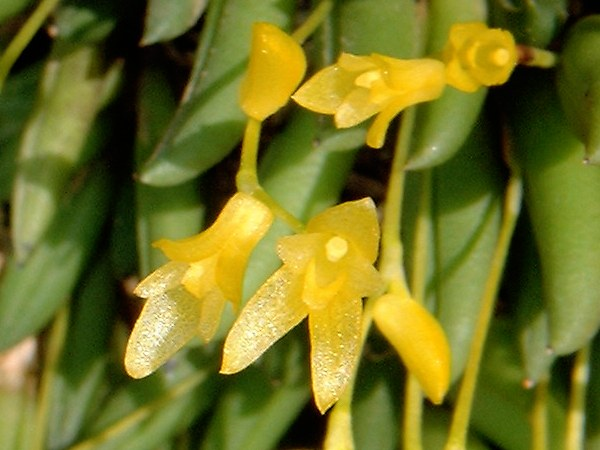
Flores

## Descripción
Son orquídeas robustas y cespitosas con tallos muy cortos comprimidos suavemente lateralmente en la porción superior; hojas cilíndricas, con la inflorescencia también comprimida lateralmente, con tres y cincuenta y siete flores de color amarillo más o menos espaciados con sépalos triangulares externamente equipada con una quilla longitudinal central. Hoy se sabe que se incluye entre los clados Acianthera.

## Taxonomía
Acianthera leptotifolia fue descrita por (Barb.Rodr.) Pridgeon & M.W.Chase y publicado en Lindleyana 16(4): 244. 2001.
Etimología
Acianthera: nombre genérico que es una referencia a la posición de las anteras de algunas de sus especies.
leptotifolia: epíteto latino compuesto que significa "con hojas como Leptotes.
Sinonimia
- Pabstiella leptotifolia (Barb.Rodr.) Luer
- Pleurothallis leptotifolia Barb.Rodr.
- Specklinia leptotifolia (Barb.Rodr.) F.Barros
- Specklinia leptotifolia (Barb. Rodr.) Luer[4][5]